# Мементо (фильм)
«Мементо» (лат. Memento) (в российском прокате Помни) — американский психологический детектив режиссёра Кристофера Нолана, снятый им по собственному сценарию на основе рассказа «Memento Mori» его брата Джонатана. Главную роль исполнил Гай Пирс. Уникальность фильма в том, что сцены в нём следуют в обратном хронологическом порядке, от конца к началу, с перерывами на флешбеки, чтобы показать зрителю восприятие мира человеком с антероградной амнезией.
Название фильма «Memento» латинское и является аллюзией на крылатый латинизм Memento mori. В российском прокате название было переведено с латинского языка на русский.
Лента впервые была показана на Венецианском кинофестивале в 2000 году и сразу же восторженно принята критиками. Впервые в прокат фильм вышел во Франции — 11 октября 2000 года. На экраны США фильм вышел в ограниченный прокат 16 марта 2001 года. «Помни» стабильно входит в число двухсот пятидесяти лучших фильмов в истории по версии Internet Movie Database. В 2017 году внесён в Национальный реестр фильмов.

## Сюжет
Главный герой фильма Леонард Шелби (Гай Пирс), следователь страховой компании, разыскивает убийцу своей жены. Основная трудность заключается в том, что Леонард пережил тяжёлую травму головы и вследствие антероградной амнезии не может удержать в памяти ничего дольше 5 минут. Ему постоянно приходится оставлять самому себе записки, фотографии и даже делать татуировки для напоминания о людях, местах и событиях, которых не может сохранить его память. В расследовании ему помогают человек по прозвищу Тедди (Джо Пантолиано) и девушка Натали (Кэрри-Энн Мосс), но он не может доверять никому из них.
Основная интрига фильма заключается именно в скрытой от Леонарда части расследования — той, что осталась в недавнем прошлом. Чтобы сохранить интригу и заставить зрителя взглянуть на происходящее глазами героя, режиссёр использует инвертированную композицию: в одной из плоскостей повествования изложение разбито на пятиминутные отрезки, которые следуют друг за другом в обратном порядке. Каждый следующий сегмент показывает, чем обусловлены события предыдущего.
Пятиминутные отрезки перебиты трехминутными черно-белыми вставками, в которых повествование ведётся в обычном порядке. В конце фильма обе сюжетные линии сходятся воедино и черно-белая картинка обретает цвет. С этого момента зритель может восстановить полную хронологию событий.
В режиссёрских комментариях к фильму Нолан так описывает его:
Весь фильм — это взгляд внутрь: в личную реальность человека, в его жизнь; взгляд в то, с чем вынужден постоянно бороться человек: сам с собой и, конечно, с окружающей реальностью тоже. Кроме того, это взгляд на жизнь и мысли человека, чьё восприятие реальности и чей способ жизни полностью отличается от общепринятого. И я очень надеюсь, что мы поможем задуматься над собственным подходом к жизни. «Помни» — это взгляд внутрь, но это также и возможность взглянуть на мир глазами другого человека.

## Фабула (сюжет, приведённый в хронологическом порядке)
В фильме действие разворачивается в другом — художественном — порядке. Чёрно-белым сценам соответствуют более ранние события.
Пролог (линия флэшбэков):
Работнику страховой службы Леонарду Шелби поручают расследовать дело Сэмми Дженкиса. После автомобильной аварии Сэмми, предположительно, потерял способность запоминать новые события. Леонарду нужно доказать, является ли это психическим отклонением или физическим следствием перенесенной травмы (во втором случае страховая компания выплатит компенсацию). Леонард доказывает необучаемость Сэмми на подсознательном уровне, Сэмми отказывают в выплате, а Леонард получает повышение.
Спустя некоторое время, среди ночи, в его дом пробираются двое мужчин и насилуют его жену. Застав их, Леонард убивает одного, а от другого получает удар кастетом по голове. Вследствие полученной травмы Леонард теряет способность запоминать события.
Прямая линия (черно-белая):
Леонард Шелби (Гай Пирс) пробуждается в анонимной комнате мотеля, не помня, почему он находится в этой комнате. Тут он начинает телефонный разговор с позвонившим ему неизвестным человеком. В этом разговоре герой фильма излагает историю Сэмми Дженкиса (Стивен Тоболовски). Сэмми страдал антероградной амнезией, которая препятствовала ему формировать новые воспоминания. Сам же Леонард работал в страховой компании в отделе расследования страховых случаев. В данном случае ему надо было ответить на вопрос, было ли состояние Сэмми следствием физического ущерба — и тогда компании пришлось бы платить страховку, — или же причины расстройства Сэмми носили психологический характер. Во время своего исследования приглашенный психиатр обнаружил, что страдающие антероградной амнезией способны осознавать себя для выполнения определённых задач. Протестировав Сэмми, Леонард пришёл к заключению, что потеря памяти Сэмми была чисто психологической, а не физиологической, и страховая компания отказала в выплате на том основании, что Сэмми не был застрахован от психических болезней. Леонард получил повышение за экономию денег компании. Однако жена Сэмми, понимая, что если это заключение истинно, то её муж, вероятно, может быть вылечен, вновь приходит в агентство, чтобы поинтересоваться мнением самого Леонарда. Решив, что женщине нужен хоть какой-то ответ в утешение, Леонард вновь дипломатично озвучивает позицию страховой конторы: физиологически Сэмми способен к созданию новых воспоминаний. Жена Сэмми, будучи диабетиком, обманным путём (переводя стрелки часов назад) заставляет его сделать ей несколько инъекций инсулина подряд, надеясь на то, что «симулирующий», как она считает с подачи Леонарда, Сэмми осозна́ет, что он тем самым убивает свою жену, и не станет этого делать. Однако Сэмми безропотно ставит ей каждый укол, в результате чего его жена впадает в кому и умирает. Сэмми помещают в психиатрическую больницу, где он продолжает жить, не зная о произошедшем.
Далее Леонард рассказывает по телефону тому же неизвестному, как умерла его собственная жена. Как-то ночью двое мужчин ворвались в его дом и изнасиловали, а затем убили его жену. Леонард стрелял в одного насильника, но подвергся нападению сзади со стороны второго. В результате повреждений головы у Леонарда развилась антероградная амнезия, препятствующая перемещению информации из кратковременной в долговременную память. Леонард исполнился решимости найти и убить второго насильника, чтобы отомстить за смерть своей жены. С этой целью он развил систему, помогающую преодолевать свою полную потерю краткосрочной памяти: он делал мгновенные снимки камерой Полароид-690, писал на них себе заметки, а важнейшие факты даже татуировал на своём теле. Один из немногих ключей к разгадке личности второго злоумышленника — это татуировка, говорящая о том, что имя убийцы — «Джон или Джеймс Г».
Некто Тэдди, таинственный инициатор долгого телефонного разговора, открывает Леонарду, что убийца является торговцем наркотиками и что он может быть найден в одном заброшенном здании за городом. Леонард едет к этому зданию, наносит там смертельные травмы человеку по имени Джимми Гранц и делает снимок Полароидом. Вместе с проявляющейся фотографией сам фильм становится цветным.
Обратная линия (цветная):

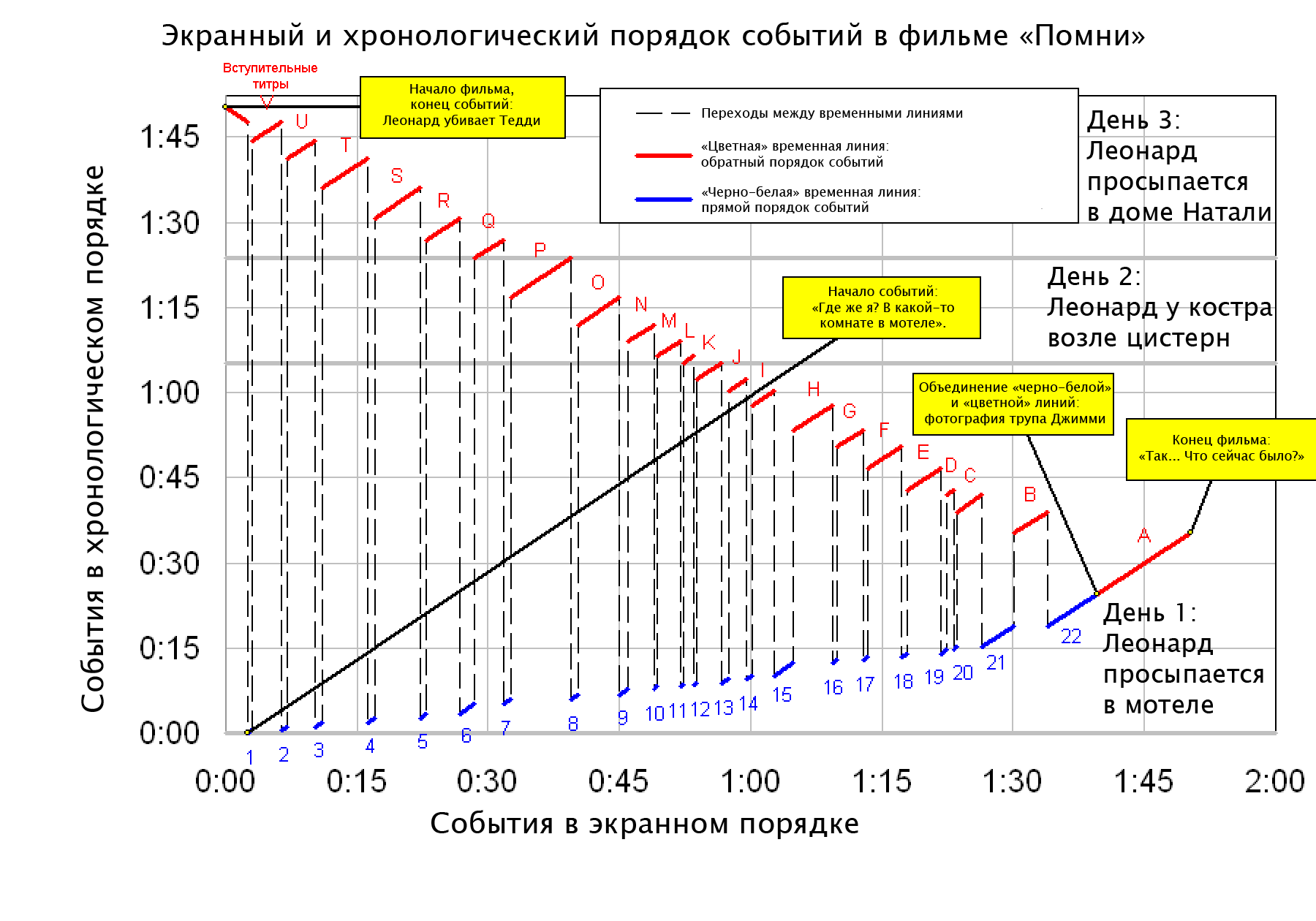
Экранный и хронологический порядок событий в фильме «Помни».

Дождавшись проявки фотографии, Леонард надевает одежду Джимми. Прежде чем окончательно умереть, Джимми неожиданно произносит имя «Сэмми». Леонард в панике задаётся вопросом, откуда тот знает про Сэмми. Несколько минут спустя Тэдди (Джо Пантолиано) подъезжает к заброшенному зданию, и Леонард обнаруживает, что он был обманут. Джимми Гранц был местным торговцем наркотиками и не имел никакого отношения к убийству жены Леонарда. Тэдди утверждает, что жена Леонарда вообще пережила нападение грабителей, но умерла от передозировки инсулина по вине Леонарда. Согласно уверениям Тэдди, Сэмми Дженкис был мошенником, причем даже неженатым. Тэдди утверждает, что ранее был полицейским, который сжалился над Леонардом и помог ему разыскать и убить реального Джона Г. уже больше года назад. Но Леонард забыл, что уже отомстил, и начал искать Джона Г. снова. Все это время Тэдди, пришедший к отъему денег наркоторговцев, манипулировал Леонардом, заставляя его совершать новые и новые убийства разных «Джонов Г.» По совпадению, Тэдди и сам носит имя Джон Г., а Тэдди — всего лишь прозвище, которым его называла мать.
Леонард хочет убить Тэдди, но не может, и оставляет себе подсказки, которые убедят его самого в том, что это Тэдди убил его жену: номер его машины, и подпись на его фотографии «Не верь ему, он лжет», а также сжигает фотографии, свидетельствующие об успехе в убийстве изначального «Джона Г.» и свою старую фотографию. На ней он, радуясь, указывает себе пальцем на сердце. На этом месте нет татуировки, оно чистое.
Взяв автомобиль Джимми, он оставляет Тэдди ни с чем и уезжает. Во время поездки Леонард делает выводы, в том числе и о том, что воспоминания делают человека тем, кем он является. Увидев вывеску тату-салона, он резко останавливается, а затем спрашивает себя: «Что это было?». Этим заканчивается фильм.
В салоне, пока ему делают наколку, Леонард находит у себя в кармане записку от подруги Джимми, некой Натали (Кэрри-Энн Мосс). Забыв, что он носит одежду Джимми, Леонард думает, что записка — для него.
Он идёт в бар, где работает Натали, и открывает ей своё болезненное состояние. Натали предлагает Леонарду помощь, но позже обманывает его с тем, чтобы он убрал человека по имени Додд (Каллум Кит Ренни), который, по её словам, преследует её за деньги, связанные с делами наркоторговца Джимми. Едва не будучи убит сам, Леонард всё-таки вынуждает Додда оставить город.
Когда Натали узнает, что Додд ушёл, она, в знак благодарности, читает вытатуированный на теле Леонарда номер машины Джона Г. и выясняет, кто её владелец. Натали вручает Леонарду копию водительских прав соответствующего мужчины, и Леонард сличает полученное удостоверение личности со своей фотографией Тэдди, реальное имя которого — Джон Эдвард Гаммэль — «Джон Г.». Все концы сошлись воедино, и он делает заключение: Тэдди — это и есть тот человек, который изнасиловал и убил его жену. Он везёт Тэдди к заброшенному зданию, где убил Джимми Гранца всего пару дней назад, и стреляет ему в голову. С этого момента фильм начинается.

## В ролях
| Актёр                 | Роль                        |
| --------------------- | --------------------------- |
| Гай Пирс              | Леонард Шелби               |
| Керри-Энн Мосс        | Натали                      |
| Джо Пантолиано        | Тедди (Джон Эдвард Гэммелл) |
| Марк Бун младший      | Барт                        |
| Расс Фега             | портье в мотеле             |
| Джорджа Фокс          | жена Леонарда               |
| Стивен Тоболовски     | Сэмми (Сэмюэл Р. Дженкис)   |
| Гарриэт Сэнсом Гаррис | жена Сэмми                  |
| Томас Леннон          | доктор                      |
| Каллум Кит Ренни      | Додд                        |
| Кимберли Кэмпбелл     | «блондинка»                 |
| Марианн Мюллерлейл    | татуировщица                |
| Ларри Холден          | Джимми (Джеймс Ф. Гранц)    |

## История создания
Съёмки фильма проводились в Южной Калифорнии и длились 25 дней. Сценарий Кристофера Нолана основан на рассказе «Memento Mori», который написал его брат Джонатан. Но до сих пор «Помни» считается оригинальной постановкой, а не адаптацией лишь потому, что рассказ был опубликован после релиза фильма.
Первоначально режиссёр планировал на главную роль Алека Болдуина. Также Нолан планировал поставить звучать на финальных титрах песню «Paranoid Android» своей любимой группы Radiohead, но затем посчитал, что авторские отчисления слишком велики для бюджета фильма.
Перед съёмками сцены драки Леонарда с наркоторговцем Джимми исполнитель роли Джимми Ларри Холден попросил Гая Пирса драться по-настоящему. Пирс, бывший бодибилдер, согласился и основательно помял партнёра.
Около мотеля можно заметить белую Honda Civic, припаркованную рядом с Jaguar Леонарда. Это машина режиссёра Кристофера Нолана.
Стивен Тоболовски позже сыграл ещё одного персонажа, страдающего от потери памяти, в эпизоде фильма «Одинокие бандиты».

## Награды и номинации
- 2002 — 2 номинации на премию «Оскар»: лучший оригинальный сценарий (Кристофер и Джонатан Ноланы), лучший монтаж (Доди Дорн)
- 2002 — номинация на премию «Золотой глобус» за лучший сценарий (Кристофер Нолан)
- 2002 — премия «Выбор критиков» за лучший сценарий (Кристофер Нолан), а также номинация за лучший фильм
- 2002 — 4 премии «Независимый дух»: лучший фильм (Дженнифер и Сюзанна Тодд), лучший режиссёр (Кристофер Нолан), лучшая женская роль второго плана (Кэрри Энн-Мосс), лучший сценарий (Кристофер Нолан), а также номинация за лучшую операторскую работу (Уолли Пфистер)
- 2002 — 4 номинации на премию «Спутник»: лучший фильм — драма, лучший режиссёр (Кристофер Нолан), лучшая мужская роль — драма (Гай Пирс), лучший оригинальный сценарий (Кристофер Нолан)
- 2002 — премия «Сатурн» за лучший приключенческий фильм, боевик или триллер, а также номинация за лучшую мужскую роль (Гай Пирс)
- 2002 — премия Эдгара Аллана По за лучший фильм (Кристофер Нолан)
- 2002 — номинация на премию Гильдии режиссёров США за лучшую режиссуру художественного фильма (Кристофер Нолан)
- 2001 — попадание в десятку лучших фильмов года по версии Национального совета кинокритиков США
- 2001 — приз кинофестиваля «Сандэнс» за лучший сценарий имени Уолдо Солта (Кристофер и Джонатан Ноланы), а также номинация на Гран-при жюри в категории «драма» (Кристофер Нолан)

## Ремейк
В 2005 году на экраны вышел индийский фильм на тамильском языке «Гаджини», основной сюжет которого был взят из «Помни». Позже появился ремейк тамильского «Гаджини», переснятый на языке хинди с тем же названием. AMBI Pictures объявила в ноябре 2015 года, что планирует снять ремейк. Моника Бакарди, исполнительный директор AMBI Pictures, заявила, что они планируют «оставаться верными видению Кристофера Нолана и выпустить запоминающийся фильм, который будет таким же острым, культовым и достойным наград, как и оригинал». По состоянию на апрель 2018 года фильм всё ещё находится в работе.